# Зеленогорский (Тверская область)
Зеленого́рский — посёлок сельского типа в Вышневолоцком районе Тверской области, административный центр Зеленогорского сельского поселения.

## География
Посёлок расположен в 10 км к югу от центра города Вышнего Волочка. Рядом с ним проходит автодорога «Вышний Волочёк—Есеновичи—Кувшиново» (Ржевский тракт). Расстояние от федеральной автодороги «Москва — Санкт-Петербург» М10 (E 105) — 5 км (подъезд через деревню Старое).

## Население
| 2002 | 2008  | 2010  |
| ---- | ----- | ----- |
| 1513 | ↗1633 | ↘1474 |

В 1859 году 56 жителей.
В 1989 году 1700 жителей.
В 1997 году в посёлке было 690 хозяйств (квартир), 1763 жителя.
Население по переписи 2002 года — 1513 человек, 689 мужчин, 824 женщины.

## История
Ранее населённый пункт назывался Буславль (или Буславля) и принадлежал Холохоленской волости Вышневолоцкого уезда. В настоящее время название Буславля носит другая деревня, расположенная в двух километрах к северу от Зеленогорского. Название Буславль образовано от мужского личного славянского имени Богуслав, Буслав. Эпентетическое «л» в суффиксе придает топониму притяжательное, владельческое значение.
В конце XVIII века — начале XIX века сельцо принадлежало дворянам Свечиным.
В 1852 году владелица имения генеральша от инфантерии М. М. Шульгина имела в сельце крестьян 23 человека, прислуги — 14 человек. По статистическим сведениям 1886 года, в усадьбе проживало дворян — 1 человек, крестьян — 43 человека.
По описанию 1859 года — владельческое сельцо при колодце, насчитывало 4 двора, в которых проживало 56 жителей (31 мужского пола и 25 женского).
В 1878—1880 годах сельцом владели Шульгины Дмитрий и Николай Николаевичи, Комиссаржевская Мария Николаевна (урождённая Шульгина). В состав имения входили деревни Быки и Городок.
В 1891 году в сельце Буславля флигель-адъютантом полковником А. А. Непокойчицким было открыто предприятие по производству рисового крахмала и пудры, которое получило название «Слон». Сырьё поставляли из Индии, продукция предприятия выпускалась под товарным знаком «Белый слон» («White Elephant») и была известна всей Европе. Продукция завода на промышленных выставках была удостоена нескольких золотых медалей. При наследниках владельца жене М. К. Непокойчицкой и сыне Г. А. Непокойчицком  завод расширялся и совершенствовался. Имелась паровая машина. В 1911 году было создано акционерное общество крахмальногозавода «Слон» Непокойчицких.
В 1918 году завод был национализирован. При заводе была организована трудовая артель «Буславль», председателем был  Й. Ф. Волгин. Артель была реорганизована 1 мая 1923 года. Часть рабочих поступила на восстанавливаемый завод «Слон» (заведующий — И. И. Зоммер). Из бывшего имения акционерного общества крахмального завода было выделено 84 десятины земли под производственные здания и службы. Уже в 1924 году завод назывался «Красный слон» и находился в подчинении ВСНХ треста «Северопатока». Фруктовый сад усадьбы «Буславль» в 1920 году был передан в пользование совхоза «Обедище», в 1926-м — агробазы «Обедище». В 1933 году после реконструкции завод перепрофилирован на производство плодово-ягодных соков, вин и экстрактов и стал называться «Красный слон». Такое же название получил и посёлок. Фрукты и ягоды не только завозили, но и стали выращивать у себя. В 1959 году решением Совета Министров СССР соко-экстрактный завод был преобразован в завод ферментных препаратов (ныне Вышневолоцкое производство ферментных препаратов — Компания «ДЕКО»). В 1967 году завод передан в подчинение промышленности белковых веществ и ферментов Главного управления микробиологической промышленности при СМ СССР. После реконструкции он был одним из ведущих предприятий ферментной промышленности страны. В это время посёлок рос и благоустраивался — построили пятиэтажные дома, Дом культуры, библиотеку, детский сад, школу, магазины, амбулаторию, бассейн, аптеку.
С 1961 года в посёлке располагается центральная усадьба совхоза имени XXII-го Съезда КПСС.
С 1923 до 1968 года посёлок назывался Красный Слон, затем переименован в Зеленогорский.
До 1959 года посёлок был центром Краснослонского сельского совета, с ликвидацией которого его селения вошли в состав Федовского сельского совета, позднее переименованного в Зеленогорский сельский совет. В 1979 году к поселку Зеленогорский присоединен поселок Обедище (бывшая усадьба Сретенского).
Краснослонская изба-читальня, открывшаяся в 1936 году, была преобразована в библиотеку в 1953 году.

## Инфраструктура
- МБОУ «Зеленогорская СОШ»
- МДОУ «Зеленогорский детский сад»
- МДОУ ДОД «Зеленогорская ДМШ»
- МУЗ «Зеленогорская СВА»
- Зеленогорская библиотека-филиал МУК «Вышневолоцкая центральная библиотека»
- Зеленогорский Дом культуры — филиал муниципального учреждения «Межпоселенческий дом культуры» Вышневолоцкого района

Посёлок газифицирован. Проложены водные и тепловые коммуникации. Работает ООО «Зеленогорское ЖКХ», есть сеть торговых предприятий, почтовое отделение, аптека.